# Lac Arakhleï
Le lac Arakhleï (en russe : Арахлей озеро) est un lac situé dans le kraï de Transbaïkalie, en Russie et dans la partie sud-est de la Sibérie. 

## Géographie
Le lac fait partie d'un système de 6 lacs, le système lacustre Ivano-Arakhleï dont il constitue le centre. Il se trouve à 50 km à l'ouest-nord-ouest de la ville de Tchita, capitale du krai de Transbaïkalie, au sein des monts Iablonovy, dans une longue vallée qui suit l'axe principal de ces montagnes, et qui court donc du nord-est au sud-ouest.
Le lac se trouve au niveau de la ligne de partage des eaux entre les bassins versants de l'Ienisseï au sud-ouest et de la Léna au nord-est : il possède en effet deux émissaires, l'un vers l'Ienisseï, le Khilok (appelé Kholoï sur deux km), et l'autre vers le Vitim, important tributaire de la Léna, via le lac Ivan. 
Situé à 965 m d'altitude, le lac Arakhleï a 10,9 km de longueur, environ 6,8 km de largeur et une superficie de 58,5 km2. Son volume fait 0,610 km3. Sa profondeur maximale est de 17 m. Les eaux du lac Arakhleï sont légèrement minéralisées : leur teneur en sels est de 1 000 à 2 000 milligrammes par litre.
Le lac est alimenté par deux petites rivières : la Domka (Домка) et la Griaznoukha (Грязнуха). Son émissaire, le Kholoï (Холой), constitue le point de départ de la rivière Khilok, et se dirige vers le lac Chakchinskoe (Шакшинское) dont il est le tributaire principal (bassin de l'Ienisseï).